# Carretera de Nebraska 40
La Carretera de Nebraska 40, y abreviada NE 40 (en inglés: Nebraska Highway 40) es una carretera estatal estadounidense ubicada en el estado de Nebraska. La carretera inicia en el Oeste desde la NE 92  en Arnold hacia el Este en la NE 10  norte de Kearney. La carretera tiene una longitud de 138 km (85.73 mi).

## Mantenimiento
Al igual que las autopistas interestatales, y las rutas federales y el resto de carreteras estatales, la Carretera de Nebraska 40 es administrada y mantenida por el Departamento de Carreteras de Nebraska por sus siglas en inglés NDOR.

## Cruces
La Carretera de Nebraska 40 es atravesada principalmente por la  US 183  en Miller.